# Cochise (cràter)
Cochise  és un petit cràter d'impacte lunar situat a la vall Taurus-Littrow. Els astronautes Eugene Cernan i Harrison Schmitt van arribar al cràter a bord del seu rover durant la missió Apollo 17 el 1972, en el transcurs de l'EVA 3, però no es van aturar allà.

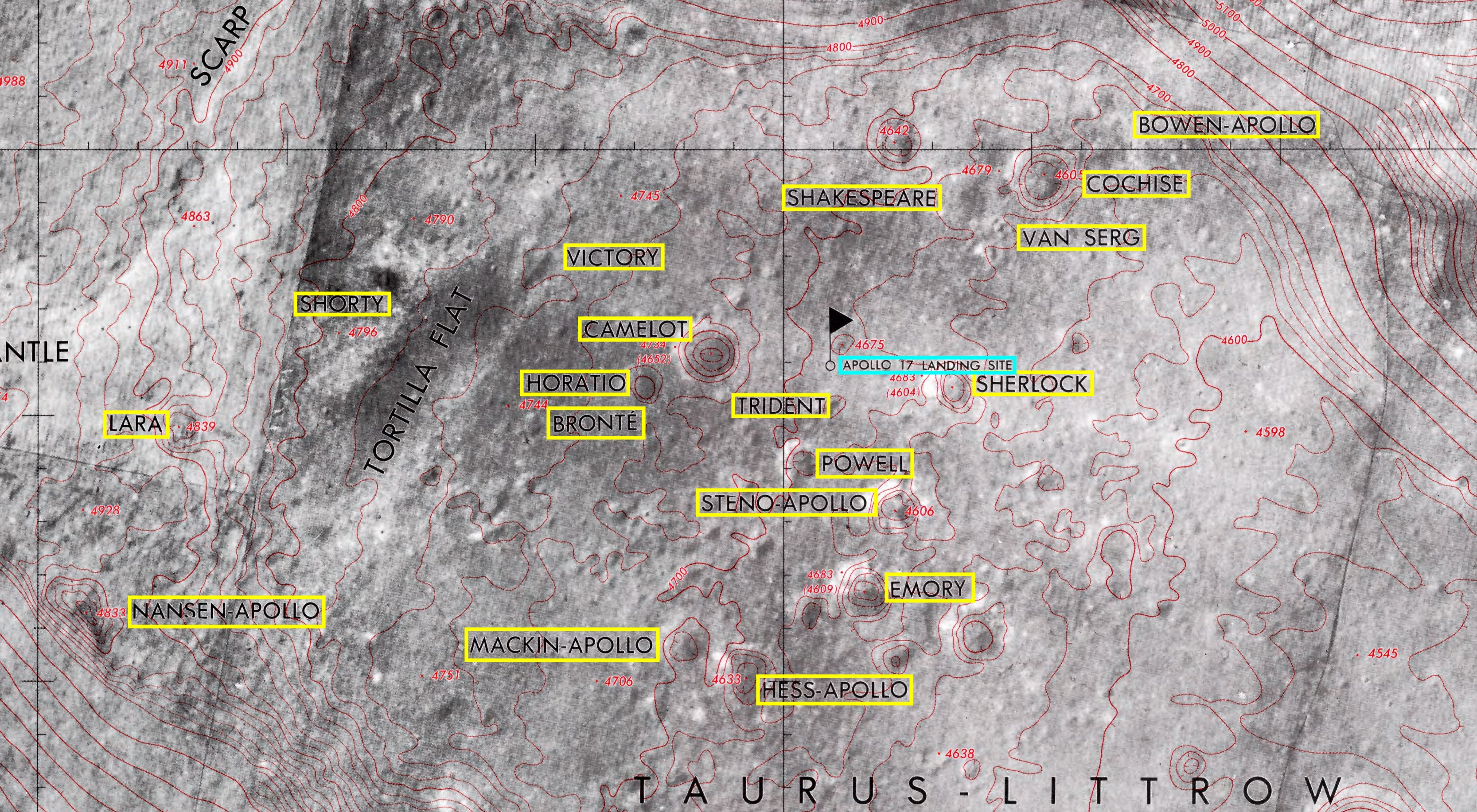
Localització de Cochise (superior dreta de la imatge)
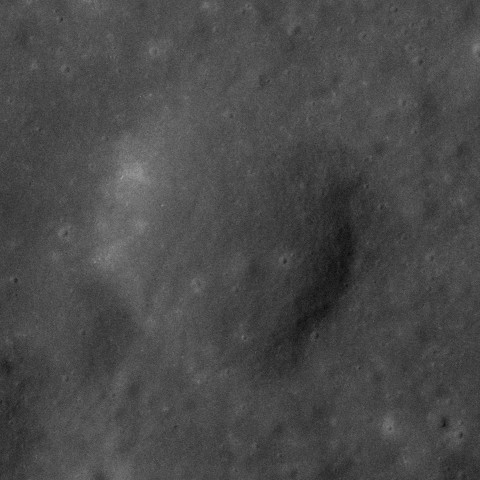
Vista panoràmica des de l'Apollo 17

Al sud-oest apareixen els cràters Shakespeare i Van Serg, i al nord-est es localitzen Bowen i l'Estació Geològica 8, a la base dels Turons Esculpits (Sculptured Hills).

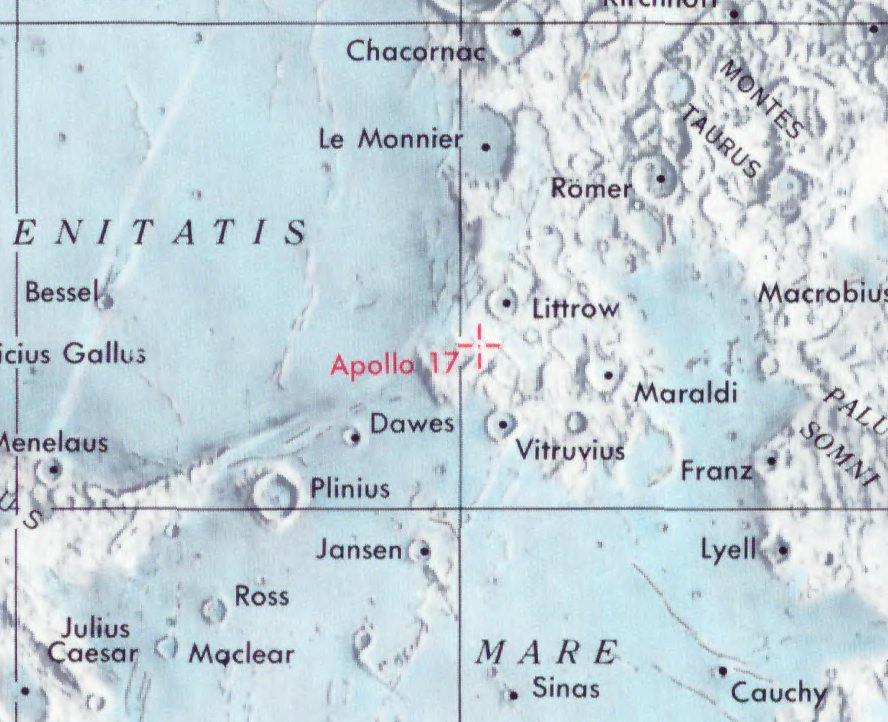
Lloc de l'allunatge de l'Apollo 17

## Denominació
El cràter va ser nomenat pels astronautes en referència a Cochise, cap dels apatxes chiricahua. La denominació té el seu origen en els topònims utilitzats al full a escala 1/50.000 del Lunar Topophotomap amb la referència 43D1S1 Apollo 17 Landing Area.

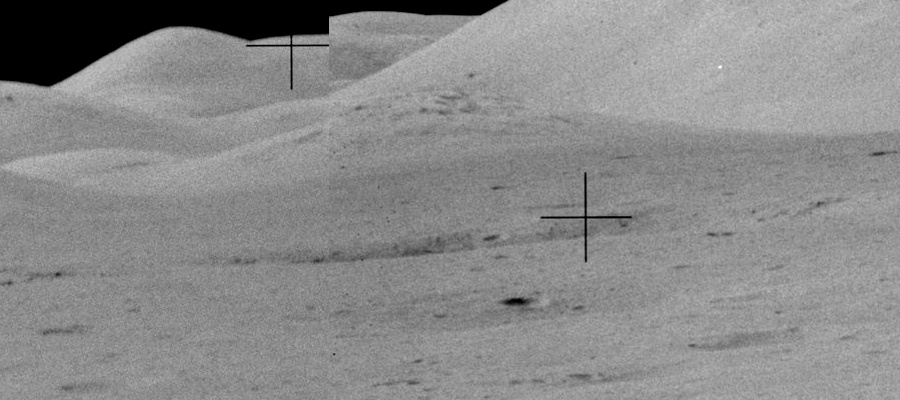
Vista panoràmica del cràter Cochise (en primer pla) des de l'Estació Geològica 6, per sobre a la distància apareix el Massís Nord